# Sumpfgrille
Die Sumpfgrille (Pteronemobius heydenii) ist eine kleine Art aus der Familie der Echten Grillen.

## Beschreibung
Die Sumpfgrille erreicht eine Körperlänge von zumeist 6 bis 7 Millimeter, angegeben werden 5,4 bis 6 (Männchen) bzw. bis 7 Millimeter (Weibchen). Sie ist damit in Mitteleuropa die kleinste Grillenart und immer deutlich kleiner als die ähnliche Waldgrille (Nemobius sylvestris) und auch als die südeuropäische, in Mitteleuropa fehlende Gestreifte Sumpfgrille (Pteronemobius lineolatus). Die Art hat in Mitteleuropa und auch in Katalonien meist eine sehr dunkle, fast schwarze Grundfärbung, kann aber auch dunkelbraun, bis rötlich-gelblichbraun gefärbt sein, diese helleren Formen werden nach Süden hin, im Mittelmeergebiet, häufiger. Am hinteren Rand des Kopfes hat sie in der Regel eine Reihe parallel zur Körpermitte verlaufender, heller Linien, die mittlere Linie reicht bis zu den Augen und gabelt sich dort. Bei helleren Exemplaren setzen sich diese Linien auf dem Pronotum fort, oft verläuft eine unscharf begrenzte helle Mittelbinde über Kopf und Pronotum. Seltener treten an den Beinen oder Flügeln weitere helle Zeichnungselemente auf.
Die Art ist in Europa fast immer kurzflügelig (brachypter), mit verkürzten Vorderflügeln und rudimentären, schuppenartigen Hinterflügeln, die Vorderflügel (Tegmina) reichen dabei bis über die Mitte des Hinterleibs (bis zum Ende des sechsten Segments), sie können aber bei den Männchen länger sein und nahezu den gesamten Hinterleib bedecken. Sie sind beim Männchen an der Spitze (Apex) abgerundet, beim Weibchen gerade quer abgestutzt. Das Pronotum ist parallelseitig und, besonders am Vorderrand, mit langen Borsten (Setae) besetzt. In Ostasien überwiegen langflügelige Exemplare (heute als Unterart concolor aufgefasst), bei diesen erreichen die Vorderflügel nahezu die Hinterleibsspitze, die Hinterflügel die doppelte Länge des Hinterleibs.
Die Hinterschienen tragen auf der Oberseite (dorsal) innen und außen vier Dornen (bei der Gestreiften Sumpfgrille sind es außen nur drei). Diese sind beim Weibchen gerade und unterscheiden sich nur in ihrer Länge voneinander, beim Männchen ist der erste Dorn schuppenartig verkürzt (er ist in eine Drüse umgewandelt), der vierte Dorn ist dicker und leicht gebogen. Der Ovipositor der Weibchen ist kurz und fast gerade, höchstens am Ende leicht nach oben gebogen, an der Spitze etwas verdickt und fein gezähnt.
Der Gesang der Sumpfgrille besteht aus einem leisen Sirren von jeweils ein bis zwei Sekunden Dauer, der von Pausen etwa gleicher Länge unterbrochen wird. Der Ton ist sehr hoch (Maximum zwischen 6 und 8 kHz) und relativ leise und dadurch schwer zu orten. Die Art singt vor allem am Tage, aber gelegentlich auch in den Abendstunden bis Nachts.

## Verbreitung
Das Verbreitungsgebiet umfasst den gesamten Mittelmeerraum, westlich vom Osten Spaniens, nördlich bis ins südliche Mitteleuropa, von da an ostwärts über Zentral- und Ostasien bis Südostasien, nach Osten bis in den Russischen Fernen Osten, China (Shaanxi, Innere Mongolei, Jilin, Hainan, Yunnan, Xizang, Xinjiang), Myanmar und Malaysia. Sie kommt in ganz Indien und auf der Insel Sri Lanka vor. Aus Afrika liegen zerstreute Angaben vor, südlich bis zur Insel Madagaskar (in der Unterart madagascariensis).
In Deutschland wurde diese Art nur in Baden-Württemberg und in Bayern nachgewiesen. In Baden-Württemberg kommt die Sumpfgrille am südlichen Oberrhein und Hochrhein, dem Schwarzwald, dem Bodensee und im östlichen Hochrhein, in Höhenlagen von 146 bis 470 m ü. NN vor. In Bayern sind nur zwei Vorkommen, im Unteren Inntal und bei Weißensberg nördlich des Bodensees, bekannt.  In der Schweiz ist die Art in allen Landesteilen lokal verbreitet, die meisten Vorkommen liegen im Mittelland in der Region zwischen Vierwaldstätter- und Bodensee. In Österreich lebt sie vor allem im Ostteil des Landes.

## Lebensraum
Die Sumpfgrille besitzt, wie im Namen angedeutet, ein sehr hohes Feuchtebedürfnis. Sie lebt in Mitteleuropa vor allem in bodennassen, extensiv bewirtschafteten Grünlandbiotopen. Im Wirtschaftsgrünland lebt sie fast ausschließlich in eingestreuten kleinen, quelligen Sonderstandorten, manchmal nur von wenigen Quadratmetern Größe, die durch das Vorkommen von Binsenarten auffallen. Weitere Vorkommen sind aus Quellmooren bekannt. Unter günstigen Bedingungen kann sie von dort aus etwas in angrenzende Grünlandflächen, oft kleine Flächen mit Fahrspuren oder Trittschäden, vordringen. Durch das hohe Wärmebedürfnis der Art wird sie durch offene, besonnte Stellen im kleinräumigen Mosaik gefördert. Weiter südlich sind auch Vorkommen in der Uferzone von Gewässern nicht selten, auch Kiesgruben werden besiedelt. In den Alpen soll sie bis 980 Meter Höhe, oft in kleinsten Quellmooren, sporadisch sogar in Halbtrockenrasen vorkommen, im Trentino sogar recht häufig. Als Besonderheit wurde sie im Ortenaukreis in Baden-Württemberg auch in begrünten Fahrspuren eines Weinbergs festgestellt.

## Lebenszyklus
Die Art wird im Frühjahr, ab Ende Mai, aktiv. Höhepunkt der Aktivität ist der Sommer, Juni und Juli. Sie setzt sich mit abnehmender Dichte bis in den Herbst fort, einzelne stridulierende Männchen wurden bis in den Oktober verhört. Die Eier werden im Sommer, meist nachts, in den feuchten Boden abgelegt. Ein Ei ist nur 1,6 mm lang, 0,45 mm breit und leicht gebogen. Die Nymphen schlüpfen etwa einen Monat nach Ablage. Die Entwicklung zum adulten Tier umfasst neun Nymphenstadien, im Labor zuerst nur 5 Tage später bis zu 8 Tage, insgesamt ca. 70 Tage lang, im Freiland vermutlich deutlich länger. Die Nymphen werden etwa ab Anfang August häufiger. Die Art überwintert als Nymphe und häutet sich im darauffolgenden Frühjahr zur Imago.

## Taxonomie und Systematik
Das Typusexemplar wurde von Carl von Heyden bei Alpnach an einer bewaldeten Uferböschung des Vierwaldstättersees gesammelt und 1853 von Leopold Heinrich Fischer in dessen „Orthoptera Europaea“ zu Ehren des Finders als Gryllus heydenii erstbeschrieben. Einige Autoren verwendeten irrtümlich die Schreibvariante heydeni für den Artnamen. 1871 wurde die Art nach Tieren aus Bombay von Francis Walker als Eneoptera concolor erneut beschrieben. Das Verhältnis dieser Formen ist nicht ganz geklärt. Während viele Taxonomen an einer östlicher verbreiteten Unterart concolor festhalten wurden von anderen alle langflügeligen (makropteren) Individuen als concolor bezeichnet oder beide einfach synonymisiert. Auch wenn Unterarten weiterhin unterschieden werden, werden alle mitteleuropäischen Funde nun derselben Unterart zugesprochen. Auch die von Saussure aus Zentralasien („Turkestan“) und dem Kaukasus beschriebene Nemobius lateralis, die von Sjöstedt aus der Region am Kilimandscharo beschriebene Nemobius massaicus und die von Gorochov von Madagaskar beschriebene Pteronemobius madagascariensis werden als Unterarten Pteronemobius heydenii lateralis, Pteronemobius heydenii massaicus und Pteronemobius heydenii  madagascariensis gefasst. Die von Hermann August Krauss (anlässlich des deutschen Erstnachweises im Jahr 1908) für dunkel gefärbte Individuen vom Bodensee eingeführte Varietät rhenanus wird hingegen heute nicht mehr unterschieden.
Die Gattung Pteronemobius ist artenreich und beinahe weltweit verbreitet, mit Verbreitungsschwerpunkt in den Tropen. In Europa kommen zwei Arten vor (eine früher angeführte dritte Art wurde als Stenonemobius gracilis 1981 in eine andere Gattung ausgegliedert).

## Gefährdung
Aufgrund ihrer weiten Verbreitung und weil für diese Art keine Gefährdungen bekannt sind, stuft die IUCN diese Art als ungefährdet (Least Concern) ein. In Deutschland gilt diese Art aufgrund der Zerstörung ihres Lebensraumes durch Siedlungsbau, Änderung der Weidenutzung, Aufforstung gefährdet (Rote Liste Kategorie 3), während sie in Baden-Württemberg, ihrem Verbreitungszentrum im Land, sogar als stark gefährdet (Rote Liste Kategorie 2) eingestuft wurde.